# M'Ssici
M'Ssici är en kommun i Marocko.   Den ligger i provinsen Tinghir och regionen Drâa-Tafilalet, 400 km sydost om huvudstaden Rabat. Antalet invånare är 7 043.